# 윌리엄 쇼클리
윌리엄 브래드퍼드 쇼클리(William Bradford Shockley 1910년 2월 13일 - 1989년 8월 12일)는 미국 물리학자이자 반도체의 아버지로 일컬어지는 공학자이다. 존 바딘, 월터 하우저 브래튼과 함께 트랜지스터를 공동 발명했고 1956년 P·N 접합의 전자론적 연구 등 전자 연구에 이바지한 공로로, 노벨 물리학상을 수상했다. 1950년대와 60년대 새로운 트랜지스터 디자인을 상업화하려한 그의 노력은 실리콘 밸리의 탄생으로 이어졌다. 그에게서 영향을 받은 수많은 그의 후배, 제자, 추종자들이 기라성 같은 반도체 기업들을 세우고 운영했으며, 대표적으로 페어차일드, 인텔, 삼성전자 등이 있다.  과학적 업적 이외에 우생학적 믿음을 갖고 있었던 것 때문에 많은 논쟁을 불러 일으켰다.

## 생애

### 학창시절
영국 런던에서 태어났으나, 부모는 미국인이었던 이유로 미국 캘리포니아주에서 자랐다. 1932년 칼텍에서 학사를 졸업하고, 1936년 MIT에서 박사학위를 받는다. 박사학위의 제목은 〈염화나트륨 결정에서 전자 파동함수의 계산〉(Calculation of Electron Wave Functions in Sodium Chloride Crystals)이다.

### 연구활동
박사학위를 받은 후, 쇼클리는 바로 데이비슨이 이끌던 벨 연구소(뉴저지 소재)에 합류한다. 그리고 1940년대에 바딘과 브래튼이 속해있던 쇼클리의 그룹은 진공관을 대체할 소자를 개발하기 위한 연구를 진행하는데, 앰프에 사용되는 부품인 진공관이 쉽게 깨지는 문제가 있었기 때문이다. 쇼클리는 바딘과 브래튼을 각자 연구하도록 내버려두고 혼자 연구를 진행하며, 가끔 그들의 연구를 지도하러 들렀다고 한다.
1947년 12월은 바딘과 브래튼이 point-contact transistor를 만들어낸 벨 연구소 기적의 달로 기록된다. 그러나 쇼클리는 팀의 연구가 전기장 효과를 이용하자는 자신의 아이디어에 기반한 것이었기에 자신이 특허를 가져야 한다고 생각했다. 그는 특허를 자신의 이름만 써서 출원하려 했으며 이런 생각을 바딘과 브래튼에게 말했다. 동시에 그는 비밀리에 다른 종류의 트랜지스터(접합 트랜지스터)를 만들기 위한 노력을 기울인다. 그는 접합 트랜지스터가 더 상업성이 있다고 생각했다.
벨 연구소의 변호사는 곧 쇼클리의 전기장 효과 원리가 1930년에 이미 줄리어스 릴리엔펠드에 의해 특허출원중이었다는 사실을 알아낸다. 특허를 새롭게 얻을 수 있을 것으로 예상되었지만, 벨 연구소는 특허가 거부될 위험을 감수하지 않기로 결정하고, 특허를 바딘-브래튼 디자인에만 적용하도록 한정한다. 따라서 쇼클리의 이름은 특허에서 빠지게 된다.

### 트랜지스터 발명
이동안 쇼클리는 전자의 유동(drift), 확산(diffusion)에 대한 획기적인 아이디어를 생각 해 내고, 고체 결정에서 전자 흐름을 결정하는 미분 방정식을 세우는 작업을 한다. 그는 또한 마이너리티 캐리어 인젝션(minority carrier injection)의 가능성을 생각해 내는데, 이 생각은 몇주 후 샌드위치 트랜지스터 개념으로 발전한다. 이로써 1951년 7월 5일 쇼클리는 접합 트랜지스터(BJT)를 발명하게 되고, 이 발명에 대한 특허권도 그가 갖게 된다..
트랜지스터의 발명이라는 사건으로 쇼클리는 여론의 큰 관심을 얻게 된다. 쇼클리의 연설과 강연은 인기가 있었으며, 미국 정부나 국방부의 고문으로도 활약한다. 바딘과 브래튼에게 공을 돌리는 것을 잊지 않았지만, 대중매체들은 그들의 공을 축소하기 일쑤였다. 이러한 상황은 바딘과 브래튼을 더욱 소외시켰고, 쇼클리는 두 사람을 접합 트랜지스터 연구에 참여하지 못하도록 하였다. 바딘은 결국 사직하였고, 브래튼은 쇼클리와 함께 일하기를 거부하였다.
그의 다소 괴팍한 지도 스타일은 벨 연구소에서 그가 경영진으로 승진하는 데 도움이 되지 않았고, 그는 연구자, 이론가로서만 평가받았다. 쇼클리는 당연히 받아야 한다고 생각한 권력과 이득을 원했으며, 따라서 그는 벨 연구소를 1953년 그만두고 캘리포니아 공과대학으로 돌아간다.
마침내 그는 대학동창의 전자회사의 한 부서로, 독립적인 그룹을 이끌게 됐다. 1955년에 그는 Beckman Instruments에 취직했고, 거기서 Beckman의 새로운 부서인 쇼클리 반도체 연구소(Shockley Semiconductor Laboratory)를 이끌게 된다. 쇼클리는 자신의 명성과 Beckman의 자금을 이용해서 벨 연구소에서 일하는 옛 동료들을 자신의 연구소로 데려오려 했으나, 아무도 쇼클리의 연구소로 옮기지 않았다. 그래서 쇼클리는 대신 "자기식"으로 일할 회사를 처음부터 만들기 위해 대학을 돌며 뛰어난 졸업생을 찾아다녔다.
쇼클리의 "자기식"은 요약하자면, "독재적 지배와 심해지는 편집증"이라고 할 수 있다. 이에 관한 유명한 일화가 있다. 한번은 쇼클리의 비서가 엄지손가락을 다쳤는데, 쇼클리는 이것이 자기를 독살하려는 시도였다고 주장하고는, 거짓말 탐지기를 이용해서 범인을 찾도록 요구했다. 나중에 이 사건의 원인은 부러진 압핀이었던 것으로 밝혀졌고, 이때부터 연구원들이 냉담해지기 시작했다. 그동안 그가 요구한 소자(오늘날 쇼클리 다이오드라고 알려진 소자. 그 당시에는 새롭고, 기술적으로 구현하기 어려운 소자였다)를 개발하는 프로젝트는 매우 느리게 진행됐다.
1957년 말, 쇼클리의 회사에 있던 연구원 8명이 회사를 그만두고, 페어차일드 카메라와 기계 회사로 옮겨가서 반도체 사업부를 만들었고, 쇼클리는 이들은 배신자들이라고 비난했다. '배신자 8인'에는 나중에 페어차일드를 떠나 인텔을 차린 로버트 노이스와 고든 무어도 있었다. 인텔뿐만 아니라, 내셔널 세미컨덕터와 어드밴스트 마이크로 디바이시스도 페어차일드에서 갈라져나온 회사이고, 이런 움직임이 바로 실리콘벨리의 탄생이었다. 하지만 쇼클리 세미컨덕터는 쇼클리를 부자로 만들어주지 않았고, 이익을 내지도 못했다.
1956년부터 스탠퍼드에서 30명 정도 사람들이 한번씩 모임을 갖고 있는데, 이들은 쇼클리와 함께 보냈던 시간, 그리고 정보기술혁명에 쇼클리가 공헌한 점에 대해 회상하곤 한다.
이 모임의 주최자는 쇼클리에 대해 이렇게 말한다.
"실리콘밸리에 실리콘을 가져온 사람이 바로 쇼클리입니다"